# Матвеев, Василий Михайлович
Васи́лий Миха́йлович Матве́ев (род. 4 февраля 1962, Обухово, Горьковская область) — советский легкоатлет, специалист по бегу на средние дистанции. Выступал на всесоюзном уровне в 1980-х годах, чемпион СССР, многократный призёр первенств международного и всесоюзного значения, рекордсмен страны. Представлял Москву и спортивное общество «Динамо». Мастер спорта СССР международного класса.

## Биография
Василий Матвеев родился 4 февраля 1962 года в селе Обухово Первомайского района Горьковской области.
Начал заниматься лёгкой атлетикой в 1980 году, проходил подготовку в Москве под руководством заслуженного тренера РСФСР Павла Семёновича Дёмина. Выступал за всесоюзное физкультурно-спортивное общество «Динамо».
Впервые заявил о себе на международном уровне в сезоне 1983 года, выиграв бег на 800 метров на соревнованиях в Москве. Также в этом сезоне закрыл десятку сильнейших на чемпионате страны в рамках VIII летней Спартакиады народов СССР в Москве.
В 1984 году в той же дисциплине выиграл бронзовую медаль на Мемориале братьев Знаменских в Сочи, с рекордом СССР 1:44.25 был лучшим на всесоюзном старте в Киеве, одержал победу в эстафете 4 × 800 метров на соревнованиях в Москве, установив при этом никем не превзойдённый рекорд СССР — 7:07.40. Рассматривался в качестве кандидата на участие в летних Олимпийских играх в Лос-Анджелесе, однако Советский Союз вместе с несколькими другими странами восточного блока бойкотировал эти соревнования по политическим причинам. Вместо этого Матвеев выступил на альтернативном турнире «Дружба-84» в Москве, где с результатом 1:46.23 финишировал четвёртым.
В 1985 году помимо прочего стал серебряным призёром в международной матчевой встрече со скандинавскими странами в Осло.
В 1986 году в беге на 1500 метров завоевал бронзовые награды на зимнем чемпионате СССР в Москве и на летнем чемпионате СССР в Киеве.
В 1987 году в 1500-метровой дисциплине занял четвёртое место на международном старте в Турине, с московской командой победил в эстафете 4 × 800 метров на чемпионате СССР в Брянске.
В 1988 году на дистанции 1500 метров стал четвёртым на чемпионате СССР в Киеве.
В 1989 году в той же дисциплине взял бронзу на зимнем чемпионате СССР в Гомеле.
На чемпионате СССР 1990 года в Киеве в беге на 1500 метров пришёл к финишу третьим.
За выдающиеся спортивные достижения удостоен почётного звания «Мастер спорта СССР международного класса».